# نیر ابرگیل
نیر ابرگیل (انگلیسی: Nir Abergil؛ زادهٔ ۱۲ سپتامبر ۱۹۹۰) بازیکن فوتبال اهل اسرائیل است که در پست مهاجم برای باشگاه اسرائیلی اف سی. کریات یام بازی می‌کند.